# Натан Гембл
На́тан Гембл (англ. Nathan Gamble; нар. 12 січня 1998, Такома, Вашингтон, США) — американський кіноактор, який дебютував у повнометражному фільмі «Вавилон» (2006), за що був номінований на премію «Молодий актор» 2007 року. Найвідоміший завдяки ролі Сойєра Нельсона у фільмі «Історія дельфіна» та у продовженні «Історія дельфіна 2».

## Фільмографія
| Рік       |    | Українська назва              | Оригінальна назва                  | Роль                     |
| --------- | -- | ----------------------------- | ---------------------------------- | ------------------------ |
| 2006      | ф  | Вавилон                       | Babel                              | Майк Джонс               |
| 2006—2008 | с  | Утікач                        | Runaway                            | Томмі Рейдер             |
| 2007      | с  | CSI: Місце злочину            | CSI: Crime Scene Investigation     | Кобе Фарентіно           |
| 2007      | с  | Без сліду                     | Without a Trace                    | Кобе Фарентіно           |
| 2007      | кф | Дигери                        | Diggers                            | хлопчик                  |
| 2007      | тф |                               | Sacrifices of the Heart            | Майки                    |
| 2007      | ф  | Імла                          | The Mist                           | Біллі Дрейтон            |
| 2007      | с  |                               | Deeply Irresponsible               |                          |
| 2008      | с  | Та, що говорить з привидами   | Ghost Whisperer                    | Елліот Хейлі             |
| 2008      | кф | Сухий дощ                     | Dry Rain                           | Джої                     |
| 2008      | ф  | Темний лицар                  | The Dark Knight                    | Джеймс Гордон-молодший   |
| 2008      | с  | Доктор Хаус                   | House M.D.                         | Еван                     |
| 2008      | ф  | Марлі та я                    | Marley & Me                        | Патрік Гроган (10 років) |
| 2009      | с  | Хенк                          | Hank                               | Генрі Прайор             |
| 2009      | тф |                               | Captain Cook's Extraordinary Atlas | По Меллой                |
| 2009      | ф  | Отвір                         | The Hole                           | Лукас Томпсон            |
| 2010      | кф | Переміщений                   | Displaced                          | Даніель                  |
| 2010      | с  | Приватна практика             | Private Practice                   | Коді                     |
| 2010      | с  | Щасти, Чарлі!                 | Good Luck Charlie                  | Остін                    |
| 2011      | ф  | Серце героя                   | 25 Hill                            | Трей Колдвелл            |
| 2011      | с  | Морська поліція: Лос-Анджелес | NCIS: Los Angeles                  | Шон Кемерон Колдер       |
| 2011      | ф  | Історія дельфіна              | Dolphin Tale                       | Сойєр Нельсон            |
| 2011      | кф |                               | Fetch                              | Лінні                    |
| 2012      | кф |                               | The Audition                       | Різ                      |
| 2012      | ф  | Дорогий Дракуло               | Dear Dracula                       | Сем (голос)              |
| 2012      | кф | Усі мої президенти            | All My Presidents                  | Франклін (13 років)      |
| 2012      | ф  |                               | The Frontier                       | Семюель Хейл             |
| 2013      | с  | Ґолдберги                     | The Goldbergs                      | Гаррі Болл               |
| 2013      | с  | Мерон                         | Maron                              | Бен                      |
| 2013      | ф  |                               | Beyond the Heavens                 | Олівер Генрі             |
| 2014      | ф  | Історія дельфіна 2            | Dolphin Tale 2                     | Сойєр Нельсон            |
| 2014      | кф |                               | Mike's Kooky Summer                |                          |
| 2016      | с  | Мері + Джейн                  | Mary + Jane                        | Мейсон                   |
| 2018      | ф  |                               | Swiped                             | Даніель                  |
| 2019      | кф |                               | The Choice                         | Син                      |

## Нагороди та номінації
| Рік  | Премія             | Категорія                                               | Робота             | Результат |
| ---- | ------------------ | ------------------------------------------------------- | ------------------ | --------- |
| 2007 | Fright Meter Award | Найкращий актор другого плану                           | Імла               | Номінація |
| 2007 | Молодий актор      | Найкращий молодий актор у кінофільмі — молодше 10 років | Вавилон            | Номінація |
| 2008 | Молодий актор      | Найкращий молодий актор у кінофільмі — молодше 10 років | Імла               | Номінація |
| 2009 | Молодий актор      | Найкращий молодий актор другого плану у кінофільмі      | Марлі та я         | Номінація |
| 2009 | Молодий актор      | Найкращий запрошений молодий актор у телесеріалі        | Доктор Хаус        | Номінація |
| 2012 | Молодий актор      | Найкращий молодий актор головної ролі у кінофільмі      | Історія дельфіна   | Номінація |
| 2012 | MovieGuide Awards  | Найбільша надихаюча акторська гра у фільмах             | Серце героя        | Номінація |
| 2015 | Молодий актор      | Найкращий молодий актор головної ролі у кінофільмі      | Історія дельфіна 2 | Номінація |